# 시타야 노리코
시타야 노리코(下屋 則子, 1982년 4월 22일 ~ )는 일본의 직업 성우이다. 1982년 4월 22일 일본 지바현에서 태어났으며 2001년부터는 81 프로듀스의 소속 성우로 활동하고 있다.

## 주요 출연작

### 일본

#### 애니메이션
- Fate/stay night - 마토 사쿠라
- Fate/zero - 마토 사쿠라
- Fate/kaleid liner 프리즈마☆이리야: 설하의 맹세 - 마토 사쿠라
- Fate/kaleid liner 프리즈마☆이리야: 프리즈마 판타즘 - 마토 사쿠라
- 에미야씨네 오늘의 밥상 - 마토 사쿠라
- 카니발 판타즘 - 마토 사쿠라

#### 게임
- Fate/stay night, Fate/hollow ataraxia - 마토 사쿠라
- Fate/Extra - BB
- Fate/Grand Order - BB, 파르바티, 진양옥, 카마

### 한국

#### 애니메이션
- 로보카 폴리 - 진, 미니, 레키
  - 로이와 함께하는 소방안전 이야기, 엠버와 함께하는 생활안전 이야기 - 사라
- 꼬마버스 타요 - 라니, 두리, 킨더, 올리, 제리, 롤리, 아수라, 울리